# Nur Fliegen ist schöner (2015)

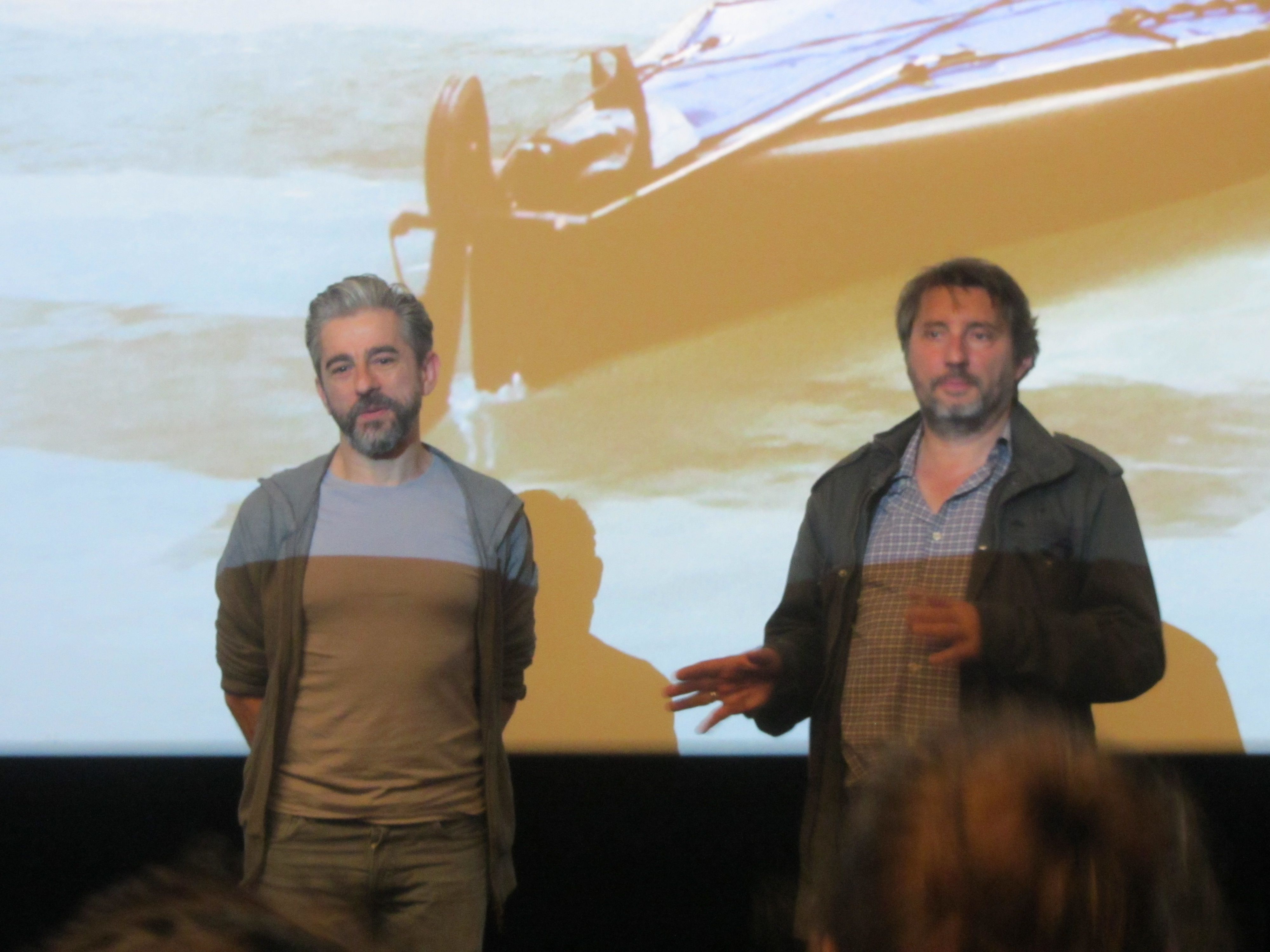
Jean-Noël Brouté und Bruno Podalydès (r.) bei der Premiere von Comme un avion in Paris (Juni 2015)

Nur Fliegen ist schöner (Originaltitel: Comme un avion) ist eine französische Komödie aus dem Jahr 2015. Das Drehbuch stammt von Bruno Podalydès, der auch Regie führte und die Hauptrolle spielte. Der Film kam im Mai 2016 in die deutschen Kinos.

## Handlung
Michel ist seit seiner Kindheit von Flugzeugen begeistert.
Zum 50. Geburtstag bekommt er von seiner Frau einen Gutschein für einen Gleitschirmflug geschenkt, seine Begeisterung hält sich aber in Grenzen.
Durch Zufall bemerkt er, dass die Form eines Kajaks der eines Flugzeugs gleicht. Begeistert von dieser neuen Idee, aber ohne jegliche Erfahrung, bestellt er sich ein Faltboot, verheimlicht dies aber zunächst vor seiner Frau.
Während eines einwöchigen Urlaubs begibt er sich im Burgund alleine auf eine Reise mit seinem Kajak. Dabei macht er in einer kleinen am Ufer gelegenen Herberge Bekanntschaft mit der reifen Witwe Laëtitia und dem romantischen jungen Mädchen Mila.

## Kritik
Jean-Baptiste Morain beschreibt den Film in Les Inrockuptibles als „poetische Komik“ (frz.: drôlerie poétique) und hält ihn für „einen der schönsten von Bruno Podalydès“.
Aurélien Ferenczi meint in der Zeitschrift Telerama, dass „sich bisher niemand die Midlifecrisis so ausgedacht und sie so gefilmt hat“.